# Cluj Crusaders
Cluj Crusaders este o echipă de fotbal american din Cluj-Napoca, România, campioni ai edițiilor din 2012, 2013, 2017 si 2018 a Campionatului Național de Fotbal American,
 de asemenea, a devenit vice-campioană în prima și a doua ediție a campionatului, respectiv în 2010 și 2011.